# 月澄江
月 澄江（つき すみえ、1916年10月18日 - 没年不詳）は、日本の女優である。出生名前川 澄枝（まえかわ すみえ）、結婚後の本名は小林 澄枝（こばやし すみえ）。

## 人物・来歴
1916年（大正5年）10月18日、埼玉県秩父郡秩父町宮ノ側（現在の同県秩父市宮側町）に生まれる。母の妹が女優の五月信子（1894年 - 1959年、本名前川しのぶ）である。
旧制・秩父郡立秩父尋常小学校（現在の秩父市立秩父第一小学校）を卒業した後、1930年（昭和5年）前後に五月信子・高橋義信夫妻の「近代座」に参加し、川村花菱の新派悲劇『母三人』で初舞台を踏む。1933年（昭和8年）、京都の松竹下加茂撮影所に入社、同年12月14日に公開された、川村花菱原作、井上金太郎監督のサイレント映画『上州土産百両首』で尾上栄五郎の相手役を務めて、満17歳で映画界にデビューした。
1934年（昭和9年）、新興キネマ現代部（京都）に移籍して現代劇に転向、同年8月8日に公開された神永恵雄監督の『娘と学生と職人』に主演している。同年後半には、当時同社と配給提携していた嵐寛寿郎プロダクションに招かれて専属俳優となり、『鞍馬天狗』3作で嵐寛寿郎の相手役を務める。1935年（昭和10年）2月1日に公開された並木鏡太郎監督の『右門捕物帖 七化け大名』が、月にとっての初めてのトーキーであった。同年3月21日に公開されたマキノ正博・山本松男共同監督によるトーキー『なりひら小僧 春霞八百八町』を最後に同社を離れ、半年ほど「関西新派」の舞台に参加する。同年秋には日活京都撮影所に移籍して、稲垣浩監督の『千両礫』、久見田喬二監督の『封印半次郎』に出演する。
同年11月にマキノ正博が新しく設立したマキノトーキー製作所に第二期入社として1936年（昭和11年）に移籍、おもに沢村国太郎ら主演俳優の相手役を務めた。1937年（昭和12年）4月末、同社が解散し、月は同年、俳優の小林重四郎と結婚しているが、双方とも二度目の結婚で、月の連れ子が1名、小林の連れ子が2名、その後もさらに2名の子をもうけた。同年秋までに、大阪府南河内郡古市町白鳥園（現在の羽曳野市翠鳥園）の極東キネマに入社、同社が製作・配給するサイレント（のち解説版）の剣戟映画に出演する。1938年（昭和13年）9月22日に公開された末崎精二監督の解説版『江戸の獅子王』に出演したのを最後に、同社を退社、夫とともに「小林重四郎一座」を結成、舞台に活動の場を移す。第二次世界大戦中は、やがて夫が召集を受けて戦地に赴任するのを受けて、自ら座長となり「新女苑」を結成している。1944年（昭和19年）5月には、花菱アチャコの「アチヤコ劇団」に所属し、花月劇場での『虎猫社長』や『車屋さん』、『お父つさん』（同年7月）、『道連三人旅』（同年8月）に宮村松江らとともに出演した記録がある。
第二次世界大戦の終結後は、1949年（昭和24年）に夫は映画界に復帰したが、月は舞台畑を歩んだ。新派の「水谷八重子一座」に参加、テレビドラマにも出演した。1961年（昭和36年）引退。1996年（平成8年）6月6日、夫の小林重四郎が吉幾三一座の舞台の途中に倒れ、死去した（満87歳没）。『日本映画俳優全集・男優編』の小林の項目には、3男1女ありとあるが、これは月の連れ子（「中川」姓）がカウントされておらず、「夫人（月澄江）の姉は女優の五月信子」とあるのは前述の通り、月の母の妹の誤りである。月の前夫については定かではない。

## フィルモグラフィ
すべてクレジットは「出演」である。公開日の右側には役名、および東京国立近代美術館フィルムセンター（NFC）所蔵等の上映用プリントの現存状況についても記す。同センター等に所蔵されていないものは、とくに1940年代以前の作品についてはほぼ現存しないフィルムである。

### 松竹下加茂撮影所
すべて製作は「松竹下加茂撮影所」、配給は「松竹キネマ」である。すべてサイレント映画である。
- 『上州土産百両首』 : 監督井上金太郎、1933年12月14日公開

### 新興キネマ現代部
すべて製作は「新興キネマ現代部」（京都）、配給は「新興キネマ」である。すべてサイレント映画である。
- 『敵艦見ゆ』 : 監督上砂泰蔵、1934年7月5日公開 - 真弓
- 『細君ネロ 家庭争議の巻』 : 監督川手二郎、1934年7月14日公開 - うどん屋の娘
- 『娘と学生と職人』 : 監督神永恵雄、1934年8月8日公開 - 美智子・主演
- 『東郷盃』 : 監督曽根千晴、1934年8月11日公開 - 松吉の娘稲子
- 『賭け剣術』 : 監督広瀬五郎、1934年9月6日公開 - 浪人南部三郎
- 『仇討妻恋坂』 : 監督石田民三、1934年9月13日公開 - 腰元
- 『花婿突進』 : 監督久松静児、1934年10月15日公開 - 美弥子の級友寿美子

### 嵐寛寿郎プロダクション
特筆以外すべて製作は「嵐寛寿郎プロダクション」、配給は「新興キネマ」である。
- 『修羅時鳥 前篇』 : 監督並木鏡太郎・マキノ正博、録音マキノ正博、サウンド版、1934年11月15日公開 - 侍女衣江
- 『鞍馬天狗 第一篇 鉞組暗躍篇』[11]（『鞍馬天狗 第一篇 絨り首暗躍篇』） : 監督曽根千晴、録音マキノ正博、サウンド版、1934年12月31日公開 - 勘兵衛の姪かねだのお照、数分の断片が現存（NFC所蔵[10]）
- 『鞍馬天狗 第二篇 丁字屋敷活殺篇』 : 監督曽根千晴、録音マキノ正博、サウンド版、1935年1月5日公開 - 勘兵衛の姪かねだのお照
- 『鞍馬天狗 第三篇 影義隊乱刃篇』 : 監督曽根千晴、録音マキノ正博、サウンド版、1935年1月15日公開 - 勘兵衛の姪かねだのお照
- 『右門捕物帖 七化け大名』 : 監督並木鏡太郎、トーキー、1935年2月1日公開 - お里
- 『小判で五千両』 : 監督押本七之輔、製作新興キネマ京都撮影所、配給新興キネマ、サイレント映画、1935年2月14日公開 - 仁左衛門の娘お梅
- 『陽炎』 : 監督広瀬五郎、製作新興キネマ京都撮影所、配給新興キネマ、サイレント映画、1935年2月14日公開 - 遊女可祝
- 『なりひら小僧 春霞八百八町』 : 監督マキノ正博・山本松男、録音マキノ正博、トーキー、1935年3月21日公開 - 貴美子

### 日活京都撮影所
すべて製作は「日活京都撮影所」、配給は「日活」である。
- 『千両礫』 : 監督稲垣浩、トーキー、1935年10月1日公開 - お国
- 『封印半次郎』 : 監督久見田喬二、サウンド版、1935年12月1日公開 - 妹お愛

### マキノトーキー製作所

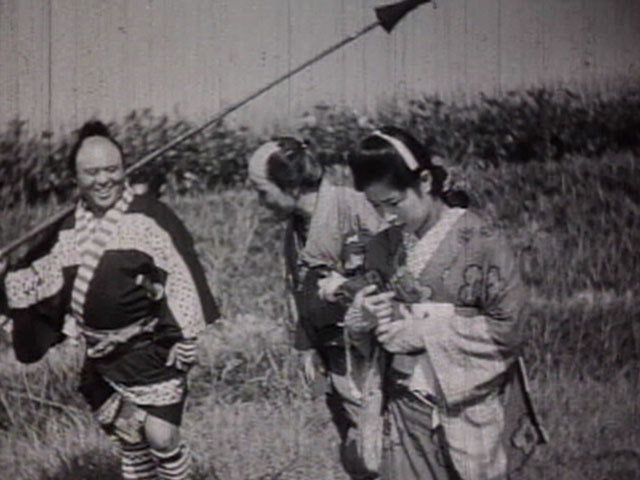
『槍持街道』（監督中川信夫、1936年）、右が月、左の槍持ちが田村邦男。

初期の特筆以外すべて製作・配給は「マキノトーキー製作所」である。すべてトーキーである。
- 『弥太郎笠 前篇』 : 監督松田定次・マキノ正博、配給千鳥興行、1936年5月14日公開 - 娘お雪
- 『江戸育ちお祭佐七』 : 監督松田定次、配給千鳥興行、1936年7月15日公開
- 『八州侠客陣』 : 監督マキノ正博・広瀬五郎・根岸東一郎、配給千鳥興行、1936年8月7日公開
- 『弥太郎笠 後篇』 : 監督松田定次、配給千鳥興行、1936年8月14日公開 - 娘お雪
- 『槍持街道』（『槍持道』） : 監督中川信夫、配給千鳥興行、1936年9月23日公開 - おゆう
- 『歌舞伎剣法』 : 監督松田定次、1936年10月15日公開
- 『流れ雲三度笠』 : 監督姓丸浩・マキノ正博、1936年10月23日公開
- 『青春五人男 前篇』 : 監督マキノ正博、応援監督姓丸浩、1937年1月10日公開
- 『青春五人男 後篇』 : 監督マキノ正博・姓丸浩、1937年1月24日公開
- 『旗本八萬騎』 : 監督中川信夫、1937年1月31日公開 - おいち
- 『本朝怪猫伝』 : 監督坂田重則、1937年2月7日公開 - お仲
- 『都会の娘』（『都会の狼』） : 監督山下元、1937年3月10日公開

### 極東キネマ
すべて製作は「極東キネマ古市白鳥園撮影所」、配給は「極東キネマ」である。一部「解説版」以外すべてサイレント映画である。
- 『剣は鳴る菩薩峠』 : 監督西藤八耕、1937年9月1日公開
- 『忠次山彦』 : 監督山口哲平、1937年9月8日公開
- 『変幻羅生門』 : 監督大江秀夫、1937年9月30日公開
- 『青葉大評定』 : 監督西藤八耕、1937年10月7日公開
- 『ジゴ魔』 : 監督山口哲平、1937年10月14日公開
- 『妖霊お万狐』 : 監督大江秀夫、1937年11月20日公開 - 姫千早
- 『初姿忍術道中双六』 : 監督山口哲平、1937年12月31日公開
- 『黎明稲妻峠』 : 監督大江秀夫、解説版、1938年1月5日公開
- 『忍術破り荒川熊蔵』 : 監督米沢正夫、解説版、1938年1月10日公開
- 『権三助十鶴一番大当り』 : 監督山口哲平、解説版、1938年2月11日公開
- 『御神火春雨傘』 : 監督末崎精二、解説版、1938年3月12日公開
- 『小天狗飛切丸』 : 監督米沢正夫・大塚隆太、解説版、1938年5月12日公開
- 『富士に立つ美女夫』 : 監督白秋詩路、解説版、1938年6月16日公開
- 『快傑虎 完結篇』 : 監督山口哲平、解説版、1938年9月1日公開
- 『剣唄 天竜しぐれ』 : 監督末崎精二、解説版、1938年9月8日公開
- 『江戸の獅子王』 : 監督末崎精二、解説版、1938年9月22日公開

### テレビドラマ
すべて製作・放送は「日本テレビ放送網」である。いずれも「テレビ映画」ではなく、舞台劇の延長線上にある「放送劇」（テレビドラマ）である。
- 『夫婦百景』
  - 第83回『文化功労賞夫婦』、作・演出不明、1959年12月7日放送
  - 第111回『技能賞女房』、作池田忠雄、演出不明、1960年6月20日放送
- 『決定的瞬間』第24回『53分の1』、作大津皓一、演出不明、1961年6月15日放送
- 『芥川龍之介シリーズ 忠義』前編・後編、作灘千造、演出荻原敏雄、1961年9月1日/8日放送
- 『人生の四季』
  - 第16回『入れ墨』、作・演出不明、1961年9月14日放送
  - 第46回『孔子の辻斬り』、作丸根賛太郎、演出不明、1962年4月19日放送